# Futbol a Benín
El futbol és l'esport més popular a Benín. És dirigit per la Federació Beninesa de Futbol.

## Competicions

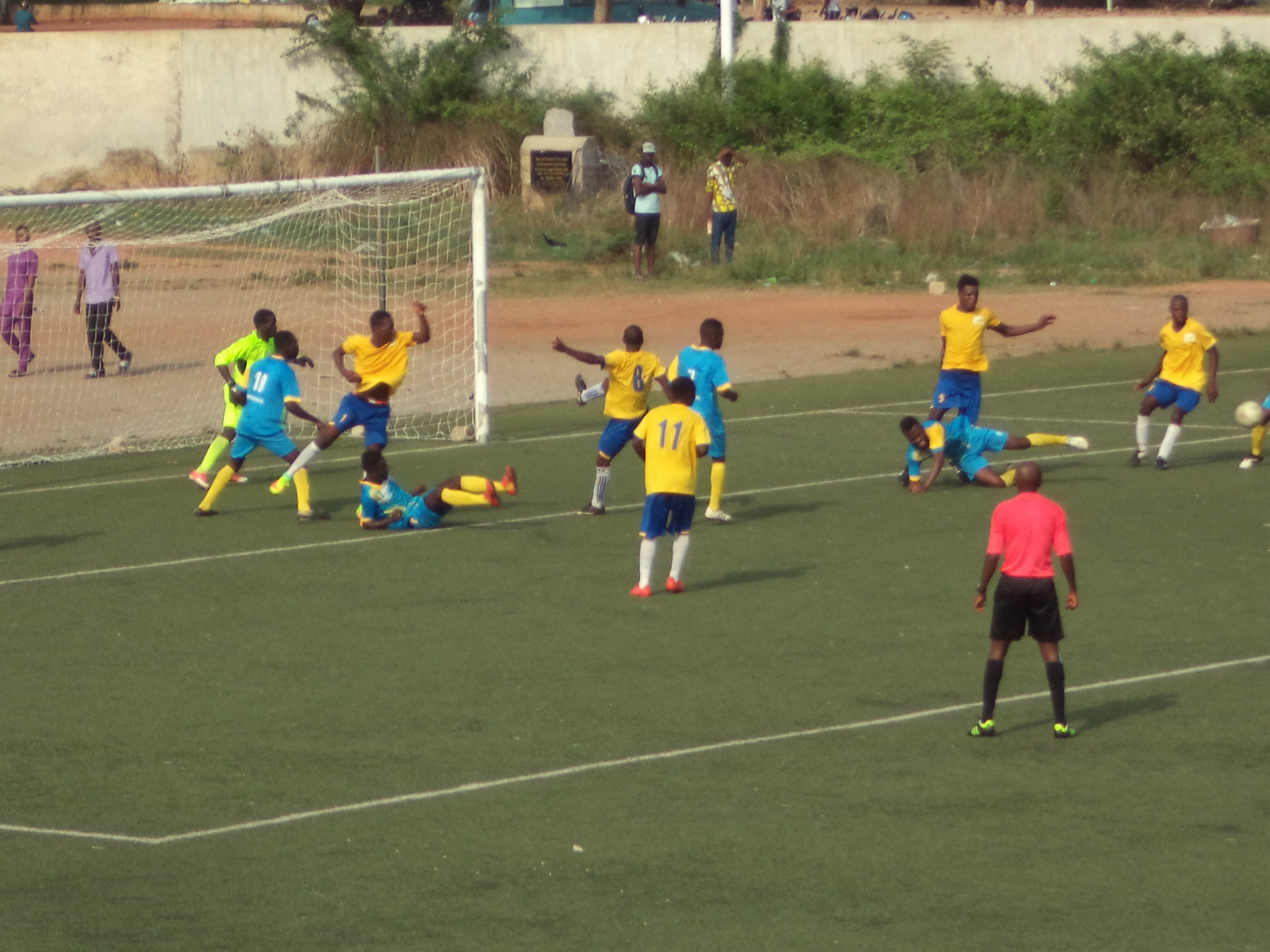
Partit de futbol a Benín.

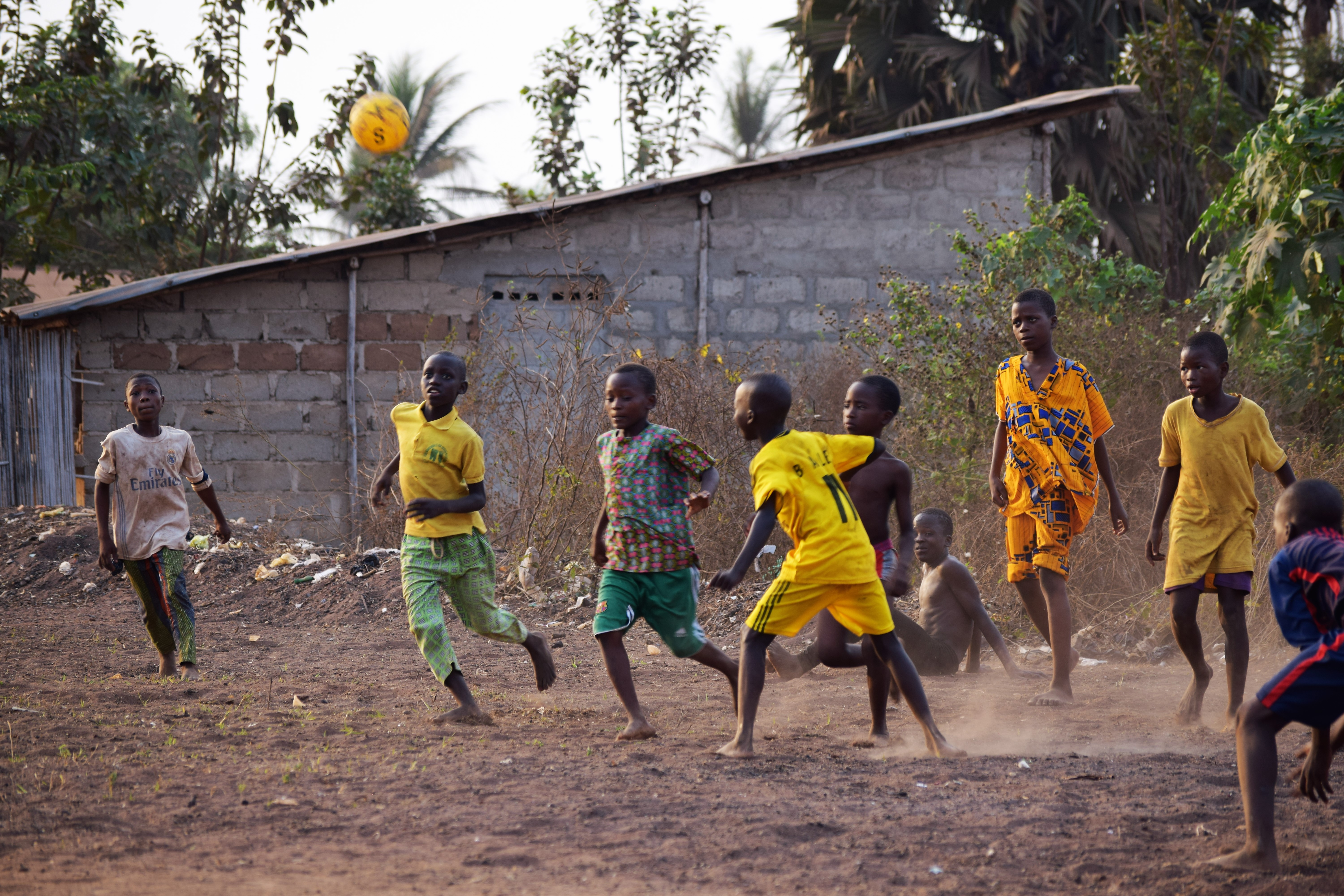
Futbol al carrer a Benín.

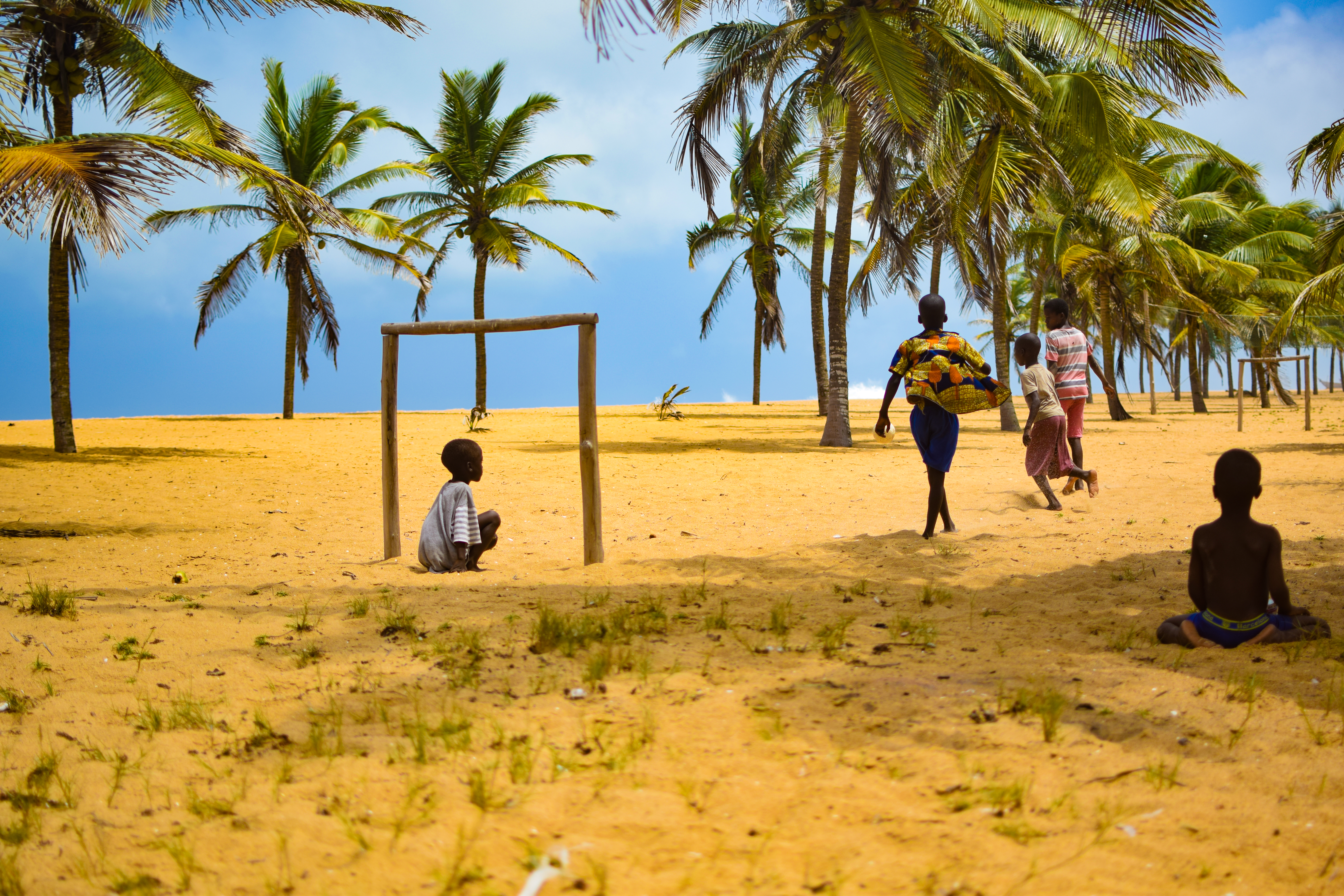
Nens jugant a futbol a la platja a Benín.

- Lliga beninesa de futbol
- Copa beninesa de futbol
- Supercopa beninesa de futbol

## Principals clubs
Clubs amb més títols nacionals a 2019.
- AS Dragons FC de l'Ouémé
- Mogas 90 FC
- Buffles du Borgou FC
- Requins de l'Atlantique FC
- Association Sportive Oussou Saka
- AS du Port Autonome de Cotonou
- Etoile Sportive Porto-Novo
- Université Nationale du Bénin FC
- Jeunesse Athlétique du Plateau
- Tonnerre d'Abomey FC

## Principals estadis

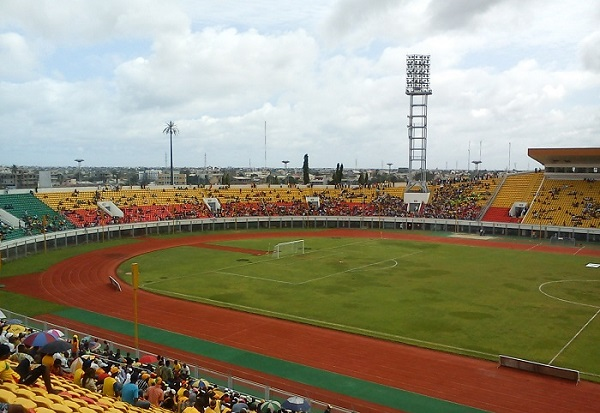
Stade de l'Amitié.

| # | Estadi                         | Capacitat | Ciutat     |
| - | ------------------------------ | --------- | ---------- |
| 1 | Estadi de l'Amitié             | 35.000    | Cotonou    |
| 2 | Estadi Municipal de Porto-Novo | 20.000    | Porto-Novo |
| 3 | Estadi Charles de Gaulle       | 15.000    | Porto-Novo |
| 4 | Estadi René Pleven d'Akpakpa   | 12.000    | Cotonou    |